# مؤتلف (حديث)
المؤتلف في اصطلاح رجال الأحاديث هو الراوي الذي اتفق اسمه مع اسم راو آخر خطا واختلف تلفظا، سواء كان الاختلاف بالنقطة كالأخيف والأحنف، أو بالشكل كسلام بالتشديد وسلام بالتخفيف. والمراد بالاسم مرادف العلم فيشمل اللقب والكنية أيضاُ.